# Model in 1 dag
Model in 1 Dag is een televisieprogramma van Net5. In het programma gaan 2 scouts, Lutske Veenstra en Otto van der Toorn, apart van elkaar op zoek naar het perfecte meisje dat in 1 dag model wil worden.

## Afleveringen
Aflevering 1 - Woensdag 28 mei 2008
In de eerste aflevering gaan de scouts in Zwolle op zoek naar een model dat geschikt is voor het thema Retro. Op het bevrijdingsfestival doen Lutske en Otto verwoede pogingen hún topmodel uit het festivalpubliek te pikken. Uiteindelijk wint het team van Lutske en verovert model Hilde als eerste een plek in de finale!
Aflevering 2 - Woensdag 4 juni 2008
In de tweede aflevering staat strandmode centraal. Op het strand van Castricum gaan Otto en Lutske op zoek naar meiden die onvoorbereid voor de camera willen staan. Chloé en Melissa draaien hun hand er niet voor om. Uiteindelijk wint het team van Otto en weet Melissa een plekje in de finale van Model in 1 dag te bemachtigen.
Aflevering 3 - Woensdag 11 juni 2008
In aflevering 3 staat de stijl Neon centraal. Dit keer wordt in Leeuwarden de jacht geopend op nieuw modellentalent. Niemand blijft ongezien voor onze scouts Otto en Lutske. Beiden laten hun oog vallen op een winkelmeisje. Voordat ze echt aan de slag kunnen is hun allereerste grote uitdaging om hen vrij te laten krijgen. Uiteindelijk wint het team van Lutske en bemachtigd Mirjam die felbegeerde plek in de finale!